# Ziehweg

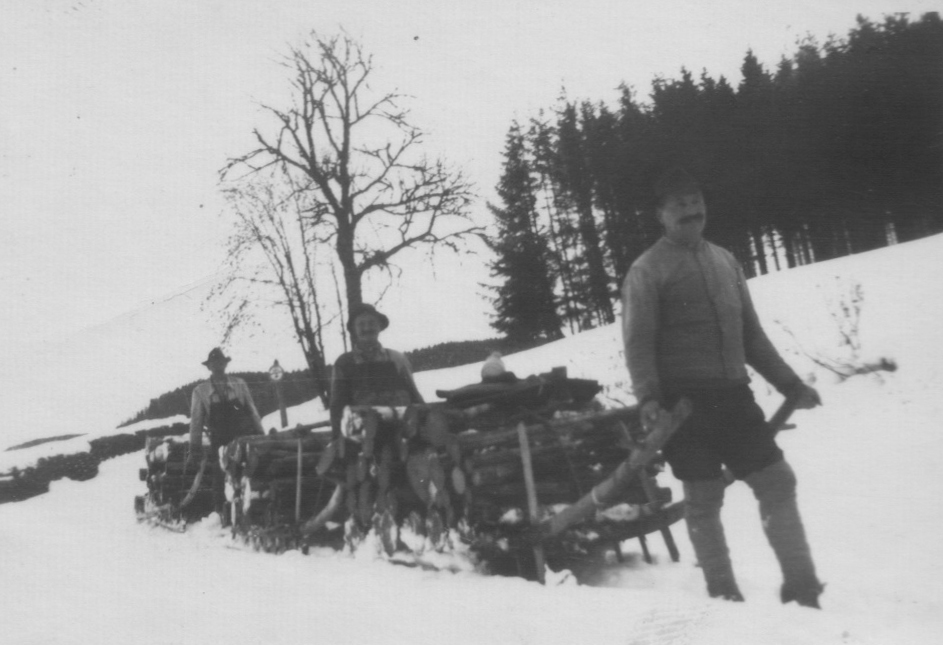
Hornschlitten im Schwarzwald um 1945

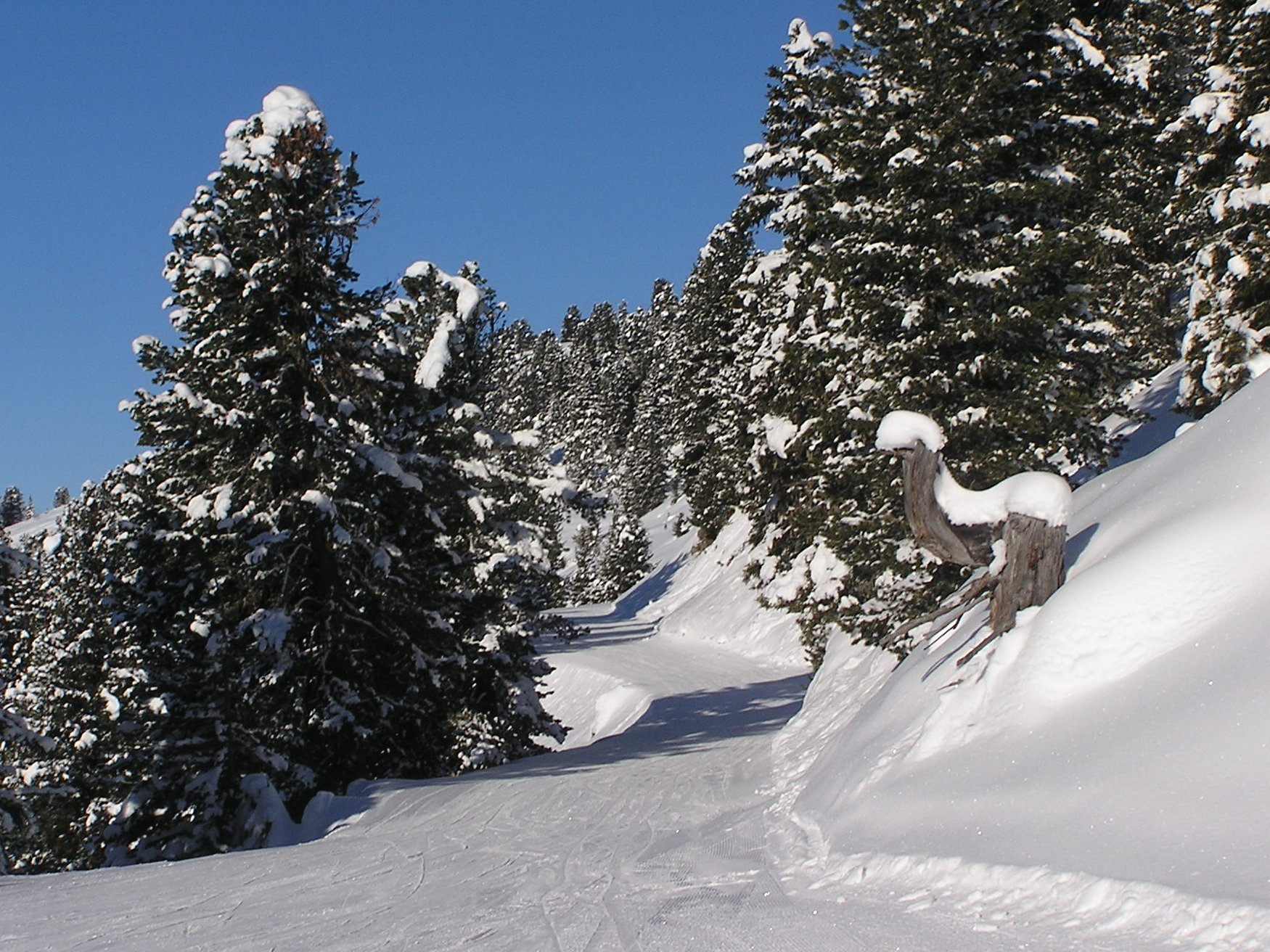
Ein Ziehweg im südlichen Bereich der Zillertal Arena

Ziehwege sind oft schmale, nicht zu steile Wege, die zur Land- und Forstwirtschaft angelegt wurden, um das im Sommer gemähte Heu und das im Herbst vorbereitete Holz im Winter mit Hornschlitten oder Pferdeschlitten über Schnee ins Tal zu ziehen.
Heute verbinden solche Wege oft Schlüsselstellen in Skigebieten, zum Beispiel Skipisten, Lifte und Seilbahnen, dienen aber auch dazu, schwieriges Gelände wie zum Beispiel steile Pistenabschnitte zu umgehen.